# Internationella Yogadagen

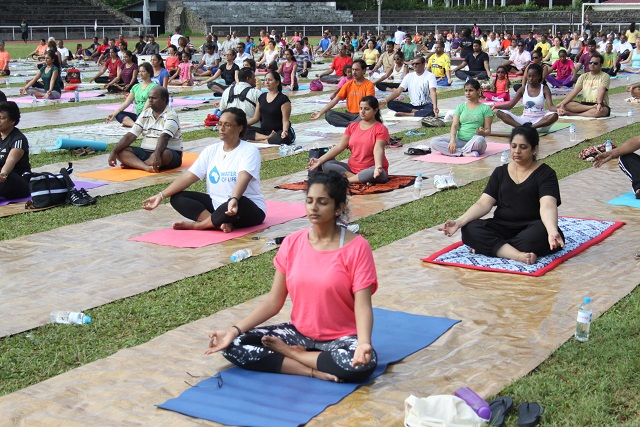
Yogadagen i Victoria på Seychellerna 2015.

Internationella Yogadagen (International Day of Yoga), ”Yogadagen”, firas sedan 2014 årligen den 21 juni efter ett beslut i FN:s generalförsamling (UNGA).
Yoga är en fysisk, psykisk och andlig praktik, som framför allt förknippas med Indien. Som internationell Yogadag hade den indiska premiärministern Narendra Modi föreslagit den 21 juni, årets längsta dag på norra halvklotet, och en dag som dessutom anses ha speciell betydelse i många delar av världen. Den 11 december 2014, tog generalförsamlingen ett enhälligt beslut om en resolution för att göra 21 juni till en "International Day of Yoga".
Firandet av den första Yogadagen fick den 21 juni 2015 stor internationell uppmärksamhet. Omkring 35 000 personer, inklusive premiärminister Narendra Modi och en mängd andra dignitärer, utförde 21 asanas (yogaställningar) under 35 minuter på Rajpath i New Delhi, och dagen uppmärksammades på många platser globalt.
Samlingen vid Rajpath skapade dessutom två Guinness rekord – ”largest Yoga Class” med 35 985 personer och rekordet för flest deltagande nationer - 84.
Sommarsolståndet infaller omkring den 21 juni på norra halvklotet, men exakt datum (normalt 20 eller 21) kan variera år från år, beroende på årets plats i den fyraåriga skottårsperioden och ortens longitud. Den 21 juni är också: 
- Långsamhetens dag[9]
- Världsmusikdagen
- Giraffens dag[10]
- Världshumanistdagen
- Hike Naked day[11]